# Счастливчик (фильм, 2012)
«Счастливчик» (англ. The Lucky One) — американский фильм-драма, поставленный режиссёром Скоттом Хиксом по одноимённому роману Николаса Спаркса. Мировая премьера фильма состоялась 19 апреля 2012 года.
Американский морской пехотинец Логан Тибо сумел остаться в живых после трёх военных миссий в Ираке. Он свято верил в то, что его хранит от смерти случайно найденная фотография смеющейся красавицы, имя которой он даже и не знает.
Специально для роли пехотинца Логана Зак Эфрон поправился на 10 кг и коротко подстригся.

## В ролях
- Зак Эфрон — Логан Тибо
- Тейлор Шиллинг — Элизабет «Бет» Грин
- Блайт Даннер — Элли Грин
- Райли Томас Стюарт — Бен
- Джей Р. Фергюсон — Кит Клэйтон